# Com gats i gossos
Com gats i gossos (títol original: Cats & Dogs) és una pel·lícula estatunidenca dirigida per Lawrence Guterman, estrenada el 2001 als Estats Units. Ha estat doblada al català
Parodiant els clàssics de films d'espionatge, aquest film posa en escena una lluita entre gats i gossos que, tot amagant als humans que estan dotats de paraula i del mateix nivell d'intel·ligència que ells, s'enfronten a través de serveis secrets i d'alta tecnologia. Es va rodar una continuació, Cats and Dogs: The Revenge of Kitty Galore.

## Argument
Mr. Tinkles, un gat megalòman, projecta conquistar el món amb l'ajuda d'una horda de gats siamesos ninjas. Per aconseguir-ho, segresta el gos assignat a la vigilància de la família del Professor Brody, un científic que treballa en una fórmula anti-al·lèrgia pels gossos. Els serveis secrets canins s'apressen en trobar un substitut a l'animal segrestat, però, després d'un error, aquest resulta ser Lou, un cadell sense experiència, que es troba assignat a un comando d'elit de gossos (Butch, Peek, Sam i Ivy).

## Repartiment
- Jeff Goldblum: Professor Brody
- Elizabeth Perkins: Carolyn Brody
- Tobey Maguire: Lou (veu)
- Alec Baldwin: Butch (veu)
- Glenn Ficarra: El gat rus (veu)
- Jon Lovitz: Calico (veu)
- Susan Sarandon: Ivy (veu)
- Michael Clarke Duncan: Sam (veu)
- Joe Pantoliano: Peek (veu)
- Charlton Heston: Cap del QG dels gossos (veus)
- Carol Ann Susi: La germana de Sophie
- Alexander Pollock: Scott Brody
- Miriam Margolyes: Sophie
- Sean Hayes: Mr. Tinkles (veu)

## Premis
2001: Nominada als Premis Razzie: Pitjor actor secundari (Charlton Heston)